# Santiago García-Jalón
Santiago García-Jalón de la Lama (Logroño, 1956) es un filólogo y presbítero católico español. Catedrático de Filología Hebrea y Rector de la Universidad Pontificia de Salamanca UPSA (desde septiembre de 2023).

## Biografía
Sacerdote de la diócesis de Calahorra y La Calzada-Logroño. Se doctoró en la Universidad Pontificia de Salamanca (1986) y en la Universidad de Navarra (1990). Es catedrático de Filología Hebrea por la Universidad Pontificia de Salamanca. Ha sido decano de la Facultad de Filosofía (septiembre de 2022-septiembre de 2023), director del Instituto del Pensamiento Iberoamericano-IPI y del Instituto de Historia y Ciencias Eclesiásticas-IHC (2019- 2022), y director del Instituto de Ciencias de la Educación (ICE) de la UPSA (2015-2019).
El 15 de septiembre de 2023 tomó posesión como Rector de la UPSA. Uno de sus objetivos será el de fomentar la identidad pontificia y católica de la UPSA.
Sus principales líneas de investigación se centran en: la Historia de la lingüística y en la teoría de la interpretación de los textos escritos. Ha sido colaborador de investigación en la Universidad Hebrea de Jerusalén, en la Universidad Sorbona Nueva- París 3, en la Columbia Británica y en el Centro Internacional de Investigación de la Lengua Española (CILENGUA).
García-Jalón es miembro de la Comisión Teológica Asesora de la Conferencia Episcopal Española y ha sido como capellán de la Casa del Ave María, en Santa Marta (2013-2013).
Ha dirigido numerosas tesis doctorales.

## Publicaciones
Ha publicado decenas de artículos, textos científicos y libros especializados en Historia de la Gramática Hebrea, la teoría de la interpretación de textos escritos y la Historia de la exégesis bíblica. Entre sus monografías, se encuentra:
- Lingüística y exégesis bíblica, Madrid, BAC, 2011, 285 pp., ISBN: 978-84-220-1523-9.
- La grammática hebrea en Europa en el siglo XVI. Guía de lectura de las obras impresas. Publicaciones de la Universidad Pontificia de Salamanca, 1998, 206 pp, ISBN: 84-7299-437-6.